# 아리토 미치요
아리토 미치요(일본어: 有藤 通世, 1946년 12월 17일 ~ )는 일본의 전 프로 야구 선수이자 야구 지도자, 야구 해설가·평론가이다.
1975년 시즌 도중부터 1989년까지의 등록명은 ‘有藤 道世’(동음), 현역 시절부터 감독까지 롯데 오리온스에서만 활약하여 ‘미스터 롯데’(ミスター・ロッテ)라고 불린다.

## 상세 정보

### 출신 학교
- 고치 고등학교
- 긴키 대학

### 선수 경력
- 롯데 오리온스(1969년 ~ 1986년)

### 지도자·기타 경력
- 롯데 오리온스 감독(1987년 ~ 1989년)
- TBS 텔레비전, TBS 라디오, 스포츠 닛폰 야구 해설자

### 수상·타이틀 경력

#### 타이틀
- 수위 타자 : 1회(1977년)

#### 수상
- 신인왕(1969년)
- 베스트 나인 : 10회(1969년 ~ 1975년, 1977년, 1980년, 1981년)
- 다이아몬드 글러브상 : 4회(1972년 ~ 1975년)
- 일본 시리즈 타격상 : 1회(1974년)
- 일본 시리즈 기능상 : 1회(1974년)
- 올스타전 MVP : 1회(1976년 제1차전)
- 퍼시픽 리그 플레이오프 기능상 : 1회(1974년)
- 퍼시픽 리그 플레이오프 감투상 : 1회(1980년)

### 개인 기록

#### 첫 기록
- 첫 출장 : 1969년 4월 30일, 대 니시테쓰 라이온스 5차전(고쿠라 구장), 1회말에 정찰 요원·이와사키 다다요시를 대신해서 3루수로 출장
- 첫 선발 출장 : 1969년 5월 5일, 대 한큐 브레이브스 3차전(도쿄 스타디움), 6번·3루수로서 선발 출장
- 첫 안타·첫 홈런·첫 타점 : 상동, 7회말에 오이시 기요시로부터

#### 기록 달성 경력
- 통산 100홈런 : 1972년 9월 20일, 대 긴테쓰 버펄로스 19차전(니시쿄고쿠 구장), 6회초에 스즈키 게이시로부터 솔로 홈런 ※역대 71번째
- 통산 150홈런 : 1975년 5월 11일, 대 닛폰햄 파이터스 전기 7차전(고라쿠엔 구장), 8회초에 니미 사토시로부터 솔로 홈런 ※역대 40번째
- 통산 1000안타 : 1976년 9월 29일, 대 닛폰햄 파이터스 후기 11차전(미야기 구장), 8회말에 노무라 오사무로부터 우중간 2루타 ※역대 98번째
- 통산 1000경기 출장 : 1977년 5월 10일, 대 닛폰햄 파이터스 전기 5차전(고라쿠엔 구장), 2회말에 이노우에 요이치를 대신해 3루수로서 출장 ※역대 191번째
- 통산 200홈런 : 1977년 7월 5일, 대 크라운라이터 라이온스 후기 1차전(미야기 구장), 4회말에 나가이 다모쓰로부터 좌월 선제 솔로 홈런 ※역대 18번째
- 통산 250홈런 : 1979년 8월 23일, 대 닛폰햄 파이터스 후기 8차전(고라쿠엔 구장), 6회초에 우다 도쇼쿠로부터 좌월 솔로 홈런 ※역대 17번째
- 통산 1500안타 : 1980년 8월 9일, 대 난카이 호크스 후기 5차전(가와사키 구장), 2회말에 무라카미 유키히로로부터 중전 안타 ※역대 39번째
- 통산 1500경기 출장 : 1981년 6월 18일, 대 난카이 호크스 전기 13차전(오사카 구장), 5번·3루수로서 선발 출장 ※역대 67번째
- 통산 1000득점 : 1982년 4월 18일, 대 한큐 브레이브스 전기 3차전(가와사키 구장), 6회말에 미야모토 시로로부터 좌월 솔로 홈런 ※역대 16번째
- 통산 1000삼진 : 1982년 5월 2일, 대 닛폰햄 파이터스 전기 5차전(가와사키 구장), 1회말에 마시바 시게쿠니로부터 ※역대 8번째
- 통산 300홈런 : 1982년 5월 8일, 대 닛폰햄 파이터스 전기 8차전(고라쿠엔 구장), 6회초에 마시바 시게쿠니로부터 좌월 솔로 홈런 ※역대 14번째
- 통산 3000루타 : 1982년 8월 24일, 대 한큐 브레이브스 후기 4차전(한큐 니시노미야 구장), 8회초에 사토 요시노리로부터 중전 안타 ※역대 20번째
- 통산 300개의 2루타 : 1984년 8월 25일, 대 긴테쓰 버펄로스 5차전(가와사키 구장), 6회말에 다치바나 겐지로부터 좌익선상 2루타 ※역대 26번째
- 통산 1000타점 : 1985년 4월 20일, 대 난카이 호크스 1차전(오사카 구장), 3회초에 후지모토 슈지로부터 좌전 적시타 ※역대 18번째
- 통산 2000안타 : 1985년 7월 11일, 대 한큐 브레이브스 15차전(가와사키 구장), 6회말에 호시노 노부유키로부터 좌익선상 2루타 ※역대 20번째
- 통산 2000경기 출장 : 1985년 10월 17일, 대 긴테쓰 버펄로스 26차전(후지이데라 구장), 5번·지명타자로서 선발 출장 ※역대 22번째

#### 기타
- 올스타전 출장 : 13회(1970년 ~ 1982년)

### 등번호
- 8(1969년 ~ 1986년)
- 81(1987년 ~ 1989년)

### 등록명
- 有藤 通世(1969년 ~ 1975년 7월 7일)
- 有藤 道世(1975년 7월 8일 ~ 1989년)

### 연도별 타격 성적
| 연 도       | 소 속       | 경 기 | 타 석 | 타 수 | 득 점 | 안 타 | 2 루 타 | 3 루 타 | 홈 런 | 루 타 | 타 점 | 도 루 | 도 루 자 | 희 생 번 | 희 생 플 | 볼 넷 | 고 4 | 사 구 | 삼 진 | 병 살 타 | 타 율 | 출 루 율 | 장 타 율 | O P S |
| ----------- | ----------- | ----- | ----- | ----- | ----- | ----- | ------- | ------- | ----- | ----- | ----- | ----- | -------- | -------- | -------- | ----- | ---- | ----- | ----- | -------- | ----- | -------- | -------- | ----- |
| 1969년      | 롯데        | 108   | 410   | 369   | 57    | 105   | 18      | 1       | 21    | 188   | 55    | 4     | 7        | 0        | 1        | 37    | 0    | 3     | 111   | 4        | .285  | .354     | .509     | .863  |
| 1970년      | 롯데        | 130   | 533   | 467   | 88    | 143   | 25      | 5       | 25    | 253   | 80    | 27    | 12       | 2        | 5        | 50    | 1    | 9     | 100   | 3        | .306  | .380     | .542     | .922  |
| 1971년      | 롯데        | 125   | 528   | 473   | 85    | 135   | 16      | 2       | 27    | 236   | 60    | 19    | 10       | 0        | 2        | 50    | 2    | 3     | 73    | 15       | .285  | .356     | .499     | .855  |
| 1972년      | 롯데        | 130   | 565   | 494   | 88    | 141   | 20      | 7       | 29    | 262   | 71    | 31    | 6        | 0        | 5        | 58    | 1    | 8     | 85    | 16       | .285  | .366     | .530     | .897  |
| 1973년      | 롯데        | 122   | 509   | 453   | 83    | 136   | 22      | 4       | 20    | 226   | 71    | 17    | 6        | 4        | 1        | 47    | 0    | 4     | 82    | 14       | .300  | .370     | .499     | .869  |
| 1974년      | 롯데        | 117   | 463   | 419   | 79    | 110   | 15      | 5       | 25    | 210   | 63    | 22    | 4        | 1        | 1        | 40    | 3    | 2     | 82    | 8        | .263  | .329     | .501     | .830  |
| 1975년      | 롯데        | 114   | 468   | 419   | 64    | 109   | 18      | 3       | 21    | 196   | 59    | 20    | 8        | 0        | 5        | 38    | 3    | 6     | 71    | 16       | .260  | .327     | .468     | .795  |
| 1976년      | 롯데        | 129   | 528   | 473   | 74    | 126   | 18      | 3       | 25    | 225   | 68    | 15    | 10       | 4        | 4        | 42    | 0    | 5     | 91    | 12       | .266  | .330     | .476     | .806  |
| 1977년      | 롯데        | 115   | 457   | 404   | 72    | 133   | 22      | 3       | 16    | 209   | 53    | 26    | 7        | 3        | 7        | 35    | 1    | 8     | 63    | 12       | .329  | .388     | .517     | .905  |
| 1978년      | 롯데        | 120   | 524   | 473   | 81    | 132   | 22      | 2       | 20    | 218   | 63    | 17    | 3        | 5        | 2        | 42    | 2    | 2     | 62    | 8        | .279  | .339     | .461     | .800  |
| 1979년      | 롯데        | 123   | 521   | 471   | 90    | 135   | 22      | 3       | 29    | 250   | 75    | 14    | 3        | 0        | 2        | 45    | 3    | 3     | 66    | 15       | .287  | .351     | .531     | .882  |
| 1980년      | 롯데        | 107   | 448   | 392   | 69    | 121   | 24      | 1       | 22    | 213   | 64    | 27    | 6        | 4        | 2        | 45    | 5    | 5     | 48    | 16       | .309  | .385     | .543     | .929  |
| 1981년      | 롯데        | 113   | 458   | 410   | 64    | 117   | 18      | 3       | 15    | 186   | 50    | 13    | 1        | 0        | 1        | 41    | 4    | 6     | 52    | 10       | .285  | .358     | .454     | .812  |
| 1982년      | 롯데        | 112   | 426   | 385   | 48    | 116   | 17      | 0       | 16    | 181   | 47    | 11    | 2        | 1        | 3        | 30    | 3    | 7     | 45    | 12       | .301  | .360     | .470     | .830  |
| 1983년      | 롯데        | 111   | 427   | 396   | 50    | 105   | 19      | 3       | 14    | 172   | 60    | 10    | 1        | 2        | 2        | 23    | 4    | 4     | 51    | 19       | .265  | .311     | .434     | .745  |
| 1984년      | 롯데        | 120   | 435   | 401   | 43    | 98    | 16      | 1       | 11    | 149   | 58    | 6     | 4        | 1        | 2        | 30    | 1    | 1     | 53    | 12       | .244  | .297     | .372     | .669  |
| 1985년      | 롯데        | 107   | 355   | 316   | 29    | 79    | 14      | 0       | 10    | 123   | 51    | 2     | 2        | 2        | 3        | 33    | 0    | 1     | 48    | 12       | .250  | .320     | .389     | .709  |
| 1986년      | 롯데        | 60    | 94    | 88    | 7     | 16    | 2       | 0       | 2     | 24    | 13    | 1     | 0        | 0        | 1        | 5     | 0    | 0     | 21    | 1        | .182  | .223     | .273     | .496  |
| 통산 : 18년 | 통산 : 18년 | 2063  | 8149  | 7303  | 1171  | 2057  | 328     | 46      | 348   | 3521  | 1061  | 282   | 92       | 29       | 49       | 691   | 33   | 77    | 1204  | 205      | .282  | .348     | .482     | .830  |

- 굵은 글씨는 시즌 최고 성적.

### 감독으로서의 팀 성적
| 연도       | 소속       | 순위       | 경기 | 승리 | 패전 | 무승부 | 승률 | 승차          | 팀 홈런       | 팀 타율       | 팀 평균자책점 | 연령          |
| ---------- | ---------- | ---------- | ---- | ---- | ---- | ------ | ---- | ------------- | ------------- | ------------- | ------------- | ------------- |
| 1987년     | 롯데       | 5위        | 130  | 51   | 65   | 14     | .440 | 20.0          | 104           | .264          | 3.67          | 41세          |
| 1988년     | 롯데       | 6위        | 130  | 54   | 74   | 2      | .422 | 21.0          | 100           | .262          | 4.38          | 42세          |
| 1989년     | 롯데       | 6위        | 130  | 48   | 74   | 8      | .393 | 21.5          | 119           | .266          | 4.50          | 43세          |
| 통산 : 3년 | 통산 : 3년 | 통산 : 3년 | 390  | 153  | 213  | 24     | .418 | B클래스 : 3회 | B클래스 : 3회 | B클래스 : 3회 | B클래스 : 3회 | B클래스 : 3회 |

※1987년부터 1996년까지는 130경기제